# Andro Knego
Andro Knego (Dubrovnik, 21 oktober 1956) is een Kroatisch voormalig basketballer.

## Carrière
Knego speelde het grootste deel van zijn carrière voor de Kroatische ploeg KK Cibona. Hij speelde daarnaast nog voor CD Cajamadrid, Montecatiniterme en WBC Wels. Hij werd driemaal Joegoslavisch kampioen en won tweemaal de beker. Hij won ook eenmaal het Kroatische kampioenschap en in 1985 de EuroLeague.

## Nationale ploeg
Tussen 1975 en 1985 speelde hij op alle grote tornooien. Hij werd olympisch kampioen, wereldkampioen, Europees kampioen en won een medaille op de Middellandse Zeespelen.

## Erelijst
- 3x Joegoslavisch landskampioenschap: 1982, 1984, 1985
- 2x Joegoslavisch bekerwinnaar: 1985, 1986
- 1x Kroatisch landskampioenschap: 1992
- 2x Saporta Cup: 1982, 1987
- 1x EuroLeague: 1985
- Olympische Spelen: 1x , 1x , 1x
- Wereldkampioenschap: 1x , 1x
- Europees kampioenschap: 1x
- Middellandse Zeespelen: 1x , 1x